# Ак-Уй
Ак-Уй (каз. Ақ үй) — село у складі Сариагаського району Туркестанської області Казахстану. Входить до складу Куркелеського сільського округу.
Населення — 1877 осіб (2021; 396 у 2009, 217 у 1999, 146 у 1989).
До 2018 року село називалось Білий Дом.